# Боргофранко-д'Івреа
Боргофранко-д'Івреа, Борґофранко-д'Івреа (італ. Borgofranco d'Ivrea, п'єм. Borghfranch) — муніципалітет в Італії, у регіоні П'ємонт,  метрополійне місто Турин.
Боргофранко-д'Івреа розташоване на відстані близько 550 км на північний захід від Рима, 55 км на північ від Турина.
Населення — 3730 осіб (2014).
Щорічний фестиваль відбувається 22 вересня. Покровитель — San Maurizio.

## Демографія
Населення за роками:

Станом на 1 січня 2023 року в муніципалітеті офіційно проживало 255 іноземців з 32 країн, серед них 132 громадяни країн Євросоюзу та 4 громадяни України.

## Сусідні муніципалітети
- Андрате
- Броссо
- К'яверано
- Лессоло
- Монтальто-Дора
- Номальйо
- Куассоло
- Сеттімо-Віттоне